# José Bizama
José Carlos Bizama Venegas (Curanilahue, 25 giugno 1994) è un calciatore cileno, centrocampista del Palestino e della Nazionale di calcio del Cile.

## Caratteristiche tecniche
È un esterno destro che può giocare anche in difesa.

## Carriera

### Club
Cresciuto nelle giovanili dell'Huachipato, ha esordito in prima squadra il 22 maggio 2014 in occasione del match di Copa Chile vinto 5-4 contro il Concepción FC (T)

### Nazionale
Ha esordito con la Nazionale di calcio del Cile il 31 maggio 2018 in occasione dell'amichevole persa 3-2 contro la Romania.

## Statistiche

### Cronologia presenze e reti in nazionale
| Cronologia completa delle presenze e delle reti in nazionale ― Cile | Cronologia completa delle presenze e delle reti in nazionale ― Cile | Cronologia completa delle presenze e delle reti in nazionale ― Cile | Cronologia completa delle presenze e delle reti in nazionale ― Cile | Cronologia completa delle presenze e delle reti in nazionale ― Cile | Cronologia completa delle presenze e delle reti in nazionale ― Cile | Cronologia completa delle presenze e delle reti in nazionale ― Cile | Cronologia completa delle presenze e delle reti in nazionale ― Cile |
| Data                                                                | Città                                                               | In casa                                                             | Risultato                                                           | Ospiti                                                              | Competizione                                                        | Reti                                                                | Note                                                                |
| ------------------------------------------------------------------- | ------------------------------------------------------------------- | ------------------------------------------------------------------- | ------------------------------------------------------------------- | ------------------------------------------------------------------- | ------------------------------------------------------------------- | ------------------------------------------------------------------- | ------------------------------------------------------------------- |
| 31-5-2018                                                           | Graz                                                                | Romania                                                             | 3 – 2                                                               | Cile                                                                | Amichevole                                                          | -                                                                   | 77’                                                                 |
| 4-6-2018                                                            | Graz                                                                | Serbia                                                              | 0 – 1                                                               | Cile                                                                | Amichevole                                                          | -                                                                   | 73’                                                                 |
| 8-6-2018                                                            | Poznań                                                              | Polonia                                                             | 2 – 2                                                               | Cile                                                                | Amichevole                                                          | -                                                                   | 82’                                                                 |
| 10-9-2019                                                           | San Pedro Sula                                                      | Honduras                                                            | 2 – 1                                                               | Cile                                                                | Amichevole                                                          | -                                                                   | 75’                                                                 |
| Totale                                                              |                                                                     | Presenze                                                            | 4                                                                   |                                                                     | Reti                                                                | 0                                                                   |                                                                     |